# Buddy Rich
Bernard "Buddy" Rich (Brooklyn, Nova Iorque, 30 de Setembro de 1917 — Los Angeles, 2 de Abril de 1987) foi um baterista dos Estados Unidos do estilo jazz da Era do Swing.
Seu estilo notável era caracterizado por uma incrível velocidade e habilidade mesmo em temas mais complexos, tornando-os claros e precisos.
Buddy Rich fez diversas parcerias durante sua carreira. Dentre elas estão os artistas, Frank Sinatra, Tommy Dorsey, Harry James, entre muitos outros. Buddy teve também sua própria big band, criada em 1966. Rich também era conhecido por seu "humor negro". Sua habilidade com a bateria o fez ser considerado por muitos músicos, críticos e bateristas, um dos melhores bateristas de todos os tempos sendo visto como uma espécie de ápice revolucionário e definitivo no instrumento.
Buddy Rich morreu em Los Angeles, Califórnia, em 2 de abril de 1987, por conta de uma insuficiência respiratória e cardíaca inesperada após um tratamento contra um tumor cerebral.
Em 2011, foi considerado o 15° melhor baterista de todos os tempos pela revista norte-americana Rolling Stone.

## Biografia

### Primeiros anos
Bernard Rich nasceu em Brooklyn, Nova Iorque, filho de Robert Rich e Bess Rich, no dia 30 de setembro de 1917. Seus pais eram envolvidos com Vaudeville, que era uma espécie de gênero de entretenimento de variedades muito popular nos EUA e Canadá do início dos anos 1880 ao início de 1930. Seus pais o levavam desde muito jovem a participar dos eventos que ocorriam no local e então ele começou a tocar bateria em público, impressionando aqueles que o assistiam.

### Começo de carreira

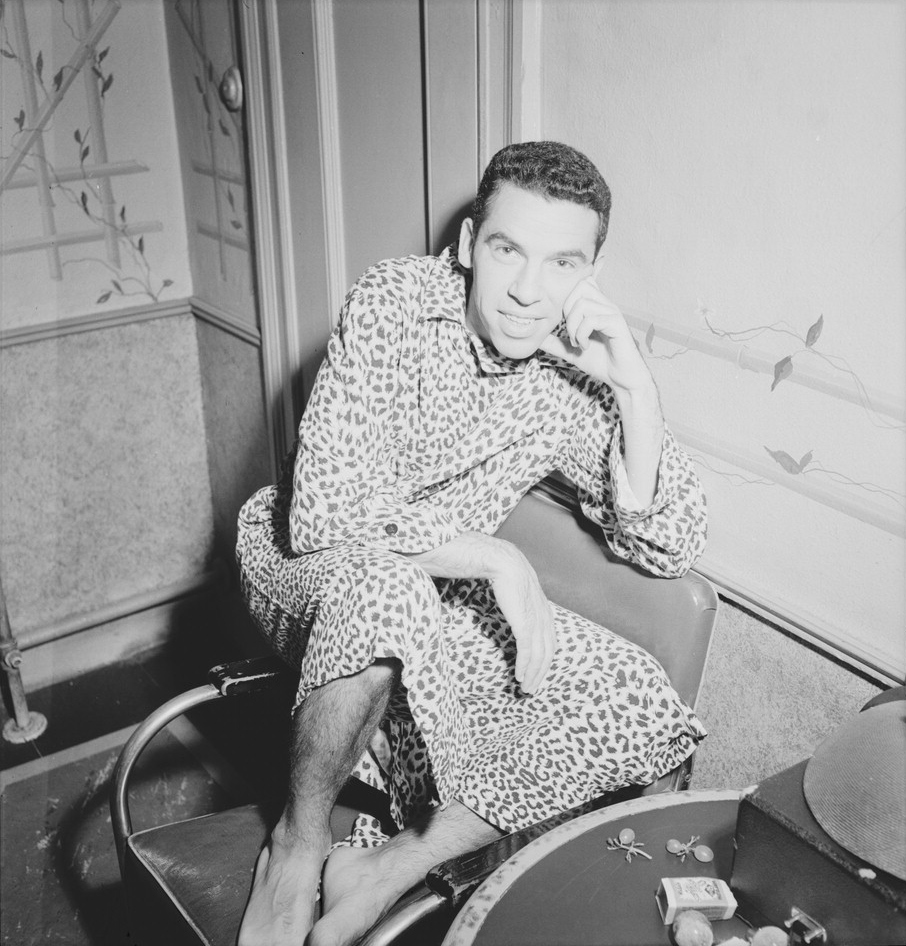
Buddy Rich em 1946

Quando completou 11 anos de idade já tinha sua própria banda, e tocou com inúmeros grupos entre 1937 e 1939, quando juntou-se a banda de Tommy Dorsey e começou a tocar frequentemente.
Em 1942 durante a segunda guerra, ele se juntou ao Corpo de Fuzileiros Navais dos Estados Unidos, no qual ele atuou como instrutor de judô. Ele acabou não indo a combate e foi dispensado por razões médicas. Depois de deixar os fuzileiros, ele voltou para a banda de Dorsey. Em 1946, com o apoio financeiro de Frank Sinatra, ele formou uma banda e continuou a liderar bandas de forma intermitente até o início dos anos 1950.

### Auge da carreira

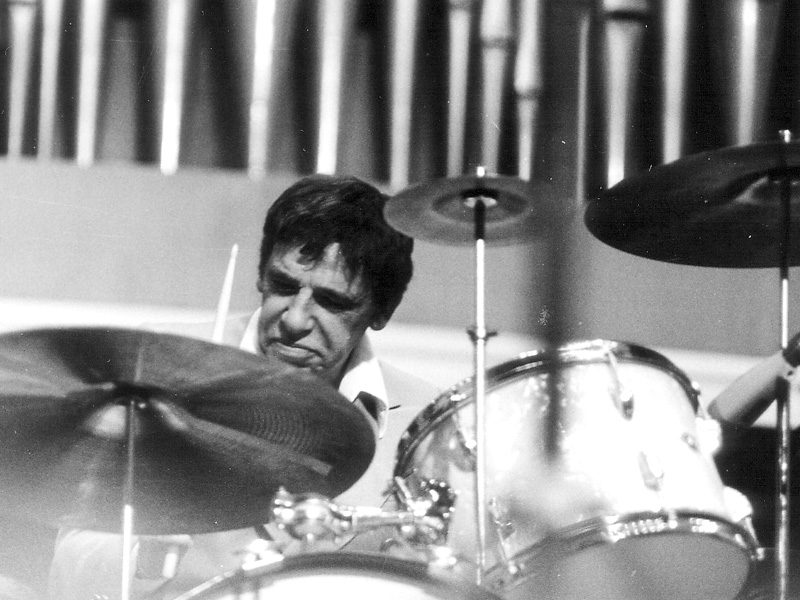
Buddy Rich se apresentando em 1977

Durante o auge de sua carreira, Buddy Rich começou a tocar com diversos artistas como Charlie Parker, Lester Young, Art Tatum, Lionel Hampton, Les Brown, Charlie Ventura, e ainda com Tommy Dorsey de 1954 á 1955 e também na orquestra de Harry James de 1953 à 1966. Buddy acabou por sofrer um ataque cardíaco em 1959, porém ele não se abalou, e continuou a tocar bateria depois do ocorrido. Em  1966, Rich decidiu formar sua própria big band e começou a mostrar para o mundo sua habilidade com a bateria alcançando renome mundial.
Na década de 1970, dirigiu seu night club em Nova Iorque e tocou com pequenos grupos, além de participar de inúmeras apresentações em TV, concertos e festivais de jazz. Buddy já era considerado na época uma lenda da bateria e o melhor baterista de jazz de todos os tempo, sua velocidade, precisão e sincronia marcante representaram uma inovação para a época.

## Vida pessoal
Buddy Rich foi casado com a modelo e dançarina Marie Allison de 24 de abril de 1953 até sua morte em 1987. Buddy teve uma filha com sua esposa, chamada de Cathy Rich, que mais tarde se tornou vocalista da banda de seu pai. Rich foi primo do ator norte-americano Jonathan Haze.

## Morte
Rich continuou em turnê e se apresentando até o final de sua vida. No início de março de 1987, ele estava em turnê em Nova Iorque, quando ele foi hospitalizado depois de sofrer uma paralisia no lado esquerdo que os médicos acreditavam ter sido causado por um derrame. Ele foi transferido da Califórnia para o UCLA Medical Center em Los Angeles para exames, onde médicos descobriram e removeram um tumor no cérebro em 16 de março. Ele recebeu alta uma semana depois, mas estava recebendo tratamentos diários de quimioterapia no hospital quando, em 2 de abril de 1987, ele morreu de insuficiência respiratória e cardíaca inesperada após seu tratamento para o tumor cerebral maligno. Sua esposa Marie e sua filha Cathy o enterraram no cemitério Westwood Village Memorial Park, em Los Angeles.[carece de fontes?]

## Legado

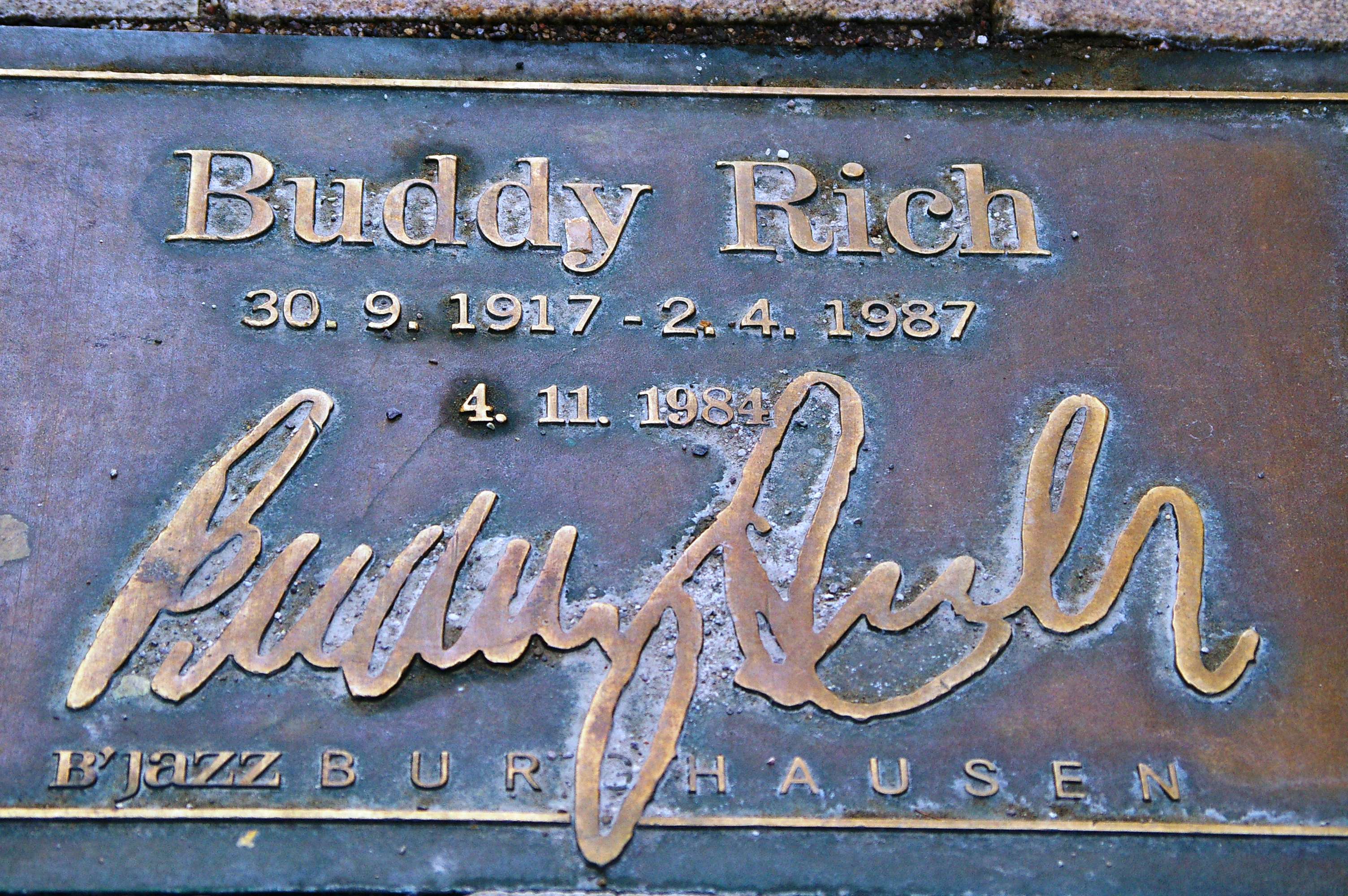
Calçada da fama com o nome de Buddy Rich em Burghausen

Desde a morte de Rich, vários concertos memoriais foram realizados. Em 1994, o álbum Burning for Buddy: A Tribute to the Music of Buddy Rich foi lançado. Produzido pelo baterista/letrista do Rush Neil Peart, o álbum conta com performances de bateristas de jazz e rock como Joe Morello, Steve Gadd, Max Roach, Billy Cobham, Dave Weckl, Simon Phillips, Steve Smith e o próprio Peart, acompanhado pelo Buddy Rich Big Band. Um segundo volume foi lançado em 1997. Phil Collins também participou de uma homenagem em DVD organizada pela filha de Rich, A Salute to Buddy Rich, que incluía Steve Smith e Dennis Chambers.
Em 2011, foi incluído na calçada da fama de Burghausen e ganhou uma estrela na calçada da fama de Hollywood em 2017.